# Eleição municipal de Aparecida de Goiânia em 2020
A eleição municipal da cidade de Aparecida de Goiânia em 2020 ocorreu no dia 15 de novembro (turno único), elegendo um prefeito, um vice-prefeito e 25 vereadores responsáveis pela administração da cidade, com início em 1° de janeiro de 2021 e término em 31 de dezembro de 2024. O prefeito titular era Gustavo Mendanha, do Movimento Democrático Brasileiro (MDB), que, por estar em primeiro mandato, se encontrava apto á concorrer a reeleição.
Originalmente, as eleições ocorreriam em 4 de outubro (primeiro turno) e 25 de outubro (segundo turno) (para cidades acima de 200 mil habitantes), porém, com o agravamento da pandemia do novo coronavírus (SARS-CoV-2), causador da Covid-19, as datas foram modificadas com a promulgação da Emenda Constitucional nº 107/2020.
Esta cidade goiana é a 2° mais populosa do estado de Goiás, possuindo 565.957 habitantes (dados do último levantamento Censo), e entre eles estão os eleitores que neste dia votarão para definição da eleição. Três candidatos concorreram ao governo municipal. Gustavo Mendanha, candidato do MDB, foi reeleito em primeiro turno, com 95,81% dos votos válidos.

## Contexto político e pandemia
As eleições municipais de 2020 estão sendo marcadas, antes mesmo de iniciada a campanha oficial, pela pandemia de COVID-19 no Brasil, o que está fazendo com que os partidos remodelem suas estratégias de pré-campanha. O Tribunal Superior Eleitoral (TSE) autorizou os partidos a realizarem as convenções para escolha de candidatos aos escrutínios por meio de plataformas digitais de transmissão, para evitar aglomerações que possam proliferar o coronavírus. Alguns partidos recorreram a mídias digitais para lançar suas pré-candidaturas. Além disso, a partir deste pleito, será colocada em prática a Emenda Constitucional 97/2017, que proíbe a celebração de coligações partidárias para as eleições legislativas, o que pode gerar um inchaço de candidatos ao legislativo. Conforme reportagem publicada pelo jornal Brasil de Fato em 11 de fevereiro de 2020, o país poderá ultrapassar a marca de 1 milhão de candidatos a prefeito, vice-prefeito e vereador neste escrutínio.

## Candidatos

### Deferidos
Nota: a tabela a seguir está organizada por ordem alfabética de candidatos.
| Prefeito(a)      | Prefeito(a) | Prefeito(a) | Vice-prefeito(a) | Vice-prefeito(a) | Vice-prefeito(a) | Coligação | Nº |
| Candidato        | Partido     | Partido     | Candidato        | Partido          | Partido          | Coligação | Nº |
| ---------------- | ----------- | ----------- | ---------------- | ---------------- | ---------------- | --- | -- |
| Bruno Felipe     |             | PSOL        | Prof. Bené       |                  | PSOL             | Sem coligação | 50 |
| Gustavo Mendanha |             | MDB         | Vilmar Mariano   |                  | MDB              | "Aparecida com certeza" (MDB / Republicanos / PP / PDT / PT / PSL / Podemos / PL / Cidadania / DC / PMN / PMB / PTC / PSB / PV / PSDB / Patriota / PSD / PCdoB / Solidariedade) | 15 |
| Márcia Caldas    |             | Avante      | Carol Araújo     |                  | DEM              | "Aparecida pode mais" (Avante / DEM / PTB / PSC / PRTB) | 70 |

## Resultado

### Prefeito
| Candidato(a)             | Vice                     | 1º turno 15 de novembro de 2020 | 1º turno 15 de novembro de 2020 |
| Candidato(a)             | Vice                     | Total                           | Percentagem                     |
| ------------------------ | ------------------------ | ------------------------------- | ------------------------------- |
| Gustavo Mendanha (MDB)   | Vilmar Mariano (MDB)     | 197.491                         | 95,81%                          |
| Márcia Caldas (Avante)   | Carol Araújo (DEM)       | 6.235                           | 3,02%                           |
| Bruno Felipe (PSOL)      | Professor Bené (PSOL)    | 2.395                           | 1,16%                           |
| → Total de votos válidos | → Total de votos válidos | 199.886                         | 87,27%                          |
| → Votos em Branco        | → Votos em Branco        | 8.066                           | 3,52%                           |
| → Votos Nulos            | → Votos Nulos            | 14.862                          | 6,49%                           |
| → Votos sob Júdice       | → Votos sob Júdice       | 6.235                           | 3,02%                           |
| Total                    | Total                    | 229.049                         | 74,19%                          |
| Abstenções               | Abstenções               | 79.700                          | 25,81%                          |
| Total de inscritos       | Total de inscritos       | 308.749                         | 100%                            |

| Partido | Partido | Candidato | Votos   | Votos (%) |
| ------- | ------- | --------- | ------- | --------- |
|         | MDB     | Gustavo   | 197 491 | 95,81%    |
|         | Avante  | Márcia    | 6 235   | 3,02%     |
|         | PSOL    | Bruno     | 2 395   | 1,16%     |
| Totais  | Totais  | Totais    | 206 121 |           |